# Queso de Murcia
Queso de Murcia es un queso de leche de cabra pasteurizada con denominación de origen protegida. Se elabora en España, concretamente en todos los municipios de la Región de Murcia.
La D.O. protege a dos tipos de queso. Por un lado está el queso fresco, graso, no madurado, con forma cilíndrica de una altura entre cinco y ocho centímetros y corteza prácticamente inexistente, mostrado el grabado de pleita. Por otro, el Curado, que es también graso, de pasta prensada y no cocida y que se presenta en forma de cilindro ligeramente más alto, entre 7 y 9 centímetros; la corteza es lisa y sin grabados. 